# ミシェル・ペロー
ミシェル・ペロー (Michelle Perrot; 1928年5月18日 -) はフランスの歴史学者、パリ第7大学名誉教授である。フランスにおける女性史研究の第一人者とされ、アナール学派のジョルジュ・デュビィと共に『女の歴史』全5巻（藤原書店）を監修。著書『歴史の沈黙 ― 語られなかった女たちの記録』、『フランス現代史のなかの女たち』などの邦訳もあり、ジョルジュ・サンド研究者として、日本における「ジョルジュ・サンド セレクション（ジョルジュ・サンド生誕200周年記念）」の編集にも携わった。女性史のほか、労働史、犯罪や刑務所制度に関する社会学的研究も行い、こうした功績により女性の自由のためのシモーヌ・ド・ボーヴォワール賞、レジオンドヌール勲章、国家功労勲章などを受けた。

## 経歴・業績

### 自立を促す家庭環境
ミシェル・ペローは1928年5月18日にパリ12区で皮革製品卸売業を営むマルセル・ルーとアンドレ・ルーローの間にミシェル・ルーとして生まれた。父マルセルは第一次世界大戦に出征した経験から筋金入りの反軍国主義者で芸術家肌、無政府主義的傾向があり、ミシェルにスポーツや旅行をすること、特に仕事に就いて自立することの重要性を教え、「男の世話になるな」と語っていたという。母方の祖父母は共和主義者、ドレフュス擁護派、ライック（非宗教）であり、娘アンドレをフェヌロン高等学校に入れた。フェヌロン高等学校は高等師範学校の入学試験の準備のために1892年に創設されたパリで最初の女子高等学校である。1934年、ミシェルはパリ10区シャブロル通りのカトリック系の私塾ボシュエ学院に入学した。黙想修道女会が運営するこの学校は、主にパリ中心部の中産階級の商人の子女を受け入れ、キリスト教道徳に基づく良妻賢母の育成を目的としながらも子供たちが切磋琢磨する環境を重視し、特にフランス語、ラテン語、英語などの言語教育に力を入れていた。後に女性論『最後の植民地』、『フェミニズムの歴史』などを執筆することになる作家のブノワット・グルー(1920-2016) には英語を教わった。

### 労働司祭らとの活動
ミシェルは自立を促す家庭環境とは対照的な良妻賢母教育に反感を抱き、これが女性学に関心を持つきっかけになった。学習内容にも満足できず、最初はトルストイ、ツルゲーネフ、ジャック・ロンドン、ドス・パソス、ヘミングウェイらの作品を読みふけったが、文学にも飽き足らず、やがてベルクソン (1859-1941) やシモーヌ・ヴェイユ (1909-1943) などの哲学に関心を寄せるようになった。こうした関心は「他人に対して寛大で、他人の役に立つ人間になること」および「罪の意識を育むこと」という、ボシュエ学院で教えられたキリスト教道徳にも関わるものであった。ボシュエ学院はフランス海外県・海外領土、アフリカおよび極東における布教活動と労働者階級への支援・布教活動という主に2つの活動に関わっていたが、ミシェル・ペローはとりわけ「搾取され、見捨てられ、無神論者になり、神を失う」労働者階級の現状を描いたアンリ・ゴダン神父の著書『布教国フランス』(イヴァン・ダニエル神父との共著; 1943年出版) に影響を受け、労働司祭（労働者の世界にキリストの福音を伝えることを目的とし、みずから労働者となって生活を共にしているカトリック教会の司祭たち）の活動に関心を持つようになった。実際、司祭だけでなくシモーヌ・ヴェイユのような女性たちもこうした活動に参加していた。シモーヌ・ヴェイユが「教職をなげうち、未熟練の女工として工場に飛び込んだのは、市井の人びとの疎外状況を身をもって知るためであった」。ゴダン神父は青年キリスト者労働連盟の司祭でもあり、キリスト教学生青年会(JEC) の会員であったペローは青年キリスト者労働連盟を通して若い労働者らに出会う機会を得た。
なお、数年後にカーンの女子高等学校で教鞭を執るようになってからも、フランス宣教会の司祭ら、とりわけ主に労働者が住むカーン郊外のル・プラトー（コロンベル、ジベルヴィル、モンドヴィルの3つのコミューンに跨る地域）の司祭らの協力を得て、同じ歴史学者の夫ジャン＝クロード・ペロー、哲学者・民族学者のジャン・キュイズニエと共にノルマンディー製鉄所の労働者について調査を行っている。これは宗教社会学者ガブリエル・ル・ブラやマルクス主義社会学者アンリ・ルフェーヴルらの手法に倣った研究であった。また、研究活動と並行して、ジャック・シャタニエが結成した急進派キリスト教団体の活動に参加し、機関誌『ラ・ケンゼーヌ』を発行していたが、1954年に教皇庁が「労働司祭」の停止を発令。『ラ・ケンゼーヌ』は発禁処分となり、以後、ペローはカトリック教会からも信仰からも離れることになった。

### 労働者の研究
ペローは1947年から1951年までソルボンヌ大学に在籍し、修士号を取得。歴史学のアグレガシオン（一級教員資格）取得の後、博士論文を執筆した。当時、社会科学高等研究院の歴史学講座はフェルナン・ブローデル、ソルボンヌ大学はピエール・ルヌーヴァンとエルネスト・ラブルースと新進気鋭の教授が担当し、ペローはラブルースに師事した。ソルボンヌ大学経済社会史研究所のマルク・ブロックの後任であり、計量歴史学に基づいて労働運動史を研究していたラブルースの指導により、ペローは七月王政期の労働者の団結に関する修士論文を執筆した。当初は1949年に出版されたシモーヌ・ド・ボーヴァワールの『第二の性』に影響を受けて女性学を研究したいと思ったが、当時はまだ研究の対象とはされなかった。引き続き今度は19世紀後半の労働者の研究に取り組み、博士論文「ストライキ下の労働者」(1974年出版) では社会運動の指導者や思想家たちの言動ではなく、一般労働者がなぜストライキをし、どのように現実に関わり、自己表現していくかを問題にして注目された。社会主義者として政治・社会問題にも積極的に関与していたラブルースは大学でマルクス主義を紹介し、学生たちにマルクスはもちろん、『社会学年報』の寄稿者エミール・デュルケム、フランソワ・シミアン、マルセル・モース、モーリス・アルブヴァクスらの著書を読むように勧めた。ソルボンヌでペローと共に学んだ歴史学者はモーリス・アギュロン、アラン・ブザンソン、エマニュエル・ル・ロワ・ラデュリ、フランソワ・フュレ、ジャック・オズーフ、アニー・クリージェルらであり、ほとんどがラブルースの指導学生である。

### 共産主義活動
こうした環境にあって、ペローは共産主義に惹かれるようになった。1954年にアルジェリア戦争が勃発し、アルジェリア戦争における拷問などの残虐行為の実態が明らかになると、この不当な戦争に反対する主力野党が共産党であると考え、1955年に共産党に入党した。歴史修正主義と反ユダヤ主義に反駁する著書『記憶の暗殺者たち』で知られる歴史学者のピエール・ヴィダル＝ナケ(1930-2006) は当時、カーン大学教授で、1957年に当時25歳のアルジェリア共産党員、独立運動家で数学者のモーリス・オーダンがフランス軍に拷問され、失踪した事件について真相究明を求める委員会を結成すると、ペローもこの委員会で活動した。だが、共産主義については、1956年、フルシチョフ報告（スターリン批判）およびハンガリー動乱（自由化を求める民衆の暴動がソ連軍により弾圧、数千人の市民が殺害され、25万人近くの人々が難民となって国外逃亡、指導者ナジ＝イムレが処刑された事件）に深く失望し、1958年にカーンからパリに戻ったときには党員証を更新しなかった。一方で、共産主義活動はこれ以後も継続した。再びフランソワ・フュレ、ジャック・オズーフ、モナ・オズーフ、セルジュ・マレ、『西洋哲学の知』を著したフランソワ・シャトレらと共に、共産党から除名されたジャン・ポプランが結成した運動「共産主義論壇」に参加した。「共産主義論壇」は1960年に自治社会党(PSA)、社会主義左翼連合(UGS) と共に統一社会党を結党した。ペローはこうした共産主義への期待について、「同世代の若者たちと同じ幻想を私も抱いていたのだ」と述懐している。
一方で、こうした活動を通じて、労働者階級に関する共産党のイデオロギーを問い直すことになった。1962年、ペローはエルネスト・ラブルースの助手に就任した。フランス社会史研究所 (IFHS) では『フランス労働者運動事典』の監修で知られるジャン・メトロンを中心とするグループが「科学的な」労働史、すなわち、労働者を資本主義体制の犠牲者としてのみならず、労働史の担い手として捉える研究を行っていた。1961年にはメトロンが創刊した『歴史の現状』が『社会運動』と改名され、フランス労働史研究の主要学術誌となった。研究対象も女性史を含む社会史全般、その後ジェンダー史にまで拡大され、ペローは創刊時から1980年代中頃まで編集委員を務めることになった。彼らの研究活動は英国の共産党歴史家グループ (1946年結成) が刊行した学術誌『過去と現在』(1952年創刊)、特に中心的役割を担ったエドワード・P・トムスンの『イングランド労働者階級の形成』(1963年出版) の影響を強く受けている。これは、経済構造、社会構造、政治・労組組織に関する研究だけでなく、労働者の現状に焦点を当てた研究であり、アナール学派の計量歴史学を乗り越え、質的側面を重視しようとする試みである。したがって、ミシェル・ペローはエルネスト・ラブルースの思想と研究手法（計量歴史学）を受け継ぐと同時に、英国の労働史研究（定性的研究）から多くを学び、この成果が博士論文「ストライキ下の労働者」に結実したのである。

### 女性史研究
「ストライキ下の労働者」では、ストライキに参加した女性についても一章を割いて論述している。当時はまだ社会学者マドレーヌ・ギベールが女性労働者に関する研究を発表した程度であったが、ペローは「パンとその値段のことを真っ先に気にかけているはずの女性」が労働運動にほとんど参加せず、むしろ女性の参加は場違いだと思われていたことに驚いた。「雇用主も警察官も女性に対して家父長的でしばしば侮蔑的な態度を取り、労働者は妻をストライキに参加させたくなかった。…そして女性たちもこれを甘受し、女性に割り当てられた役割に従っていたのである」。ペローが女性史研究に取り組む直接のきっかけになったのは、1968年の五月革命およびその後の女性解放運動 (MLF)である。五月革命が起こった頃、ペローはソルボンヌ大学に勤務していたが、学生運動に参加する女性は多いものの、一線で活動する女性は少なかった。精神分析家アントワネット・フークも同じように、「五月革命は思考を解放する出来事だったが、運営するのも敷石を投げるのも男で、女は会合で発言しない。この革命でも女はしょせん『第二の性』。性革命は男のもの、女は解放されたと信じて妊娠するのがオチ。堕胎は難しいから苦しむ。ソルボンヌの時からモニック [モニック・ウィティッグ] も私も、五月革命から解放されて、女の運動を作る必要を感じた」と回想している。
1969年、ペローはパリ第7大学に着任した。五月革命の影響で大学制度改革が行われ、複数の大学が新設されたが、その一つがパリ第7大学であり、1971年に正式に開学した。新しい学問分野および学際的研究に開かれた大学として史学史その他の学問の知的実験室となり、やがて女性解放運動の拠点となった。ペローもこの運動に積極的に参加し、1974年、フランソワーズ・バッシュと共に「女性学研究グループ」を結成。フークらも参加して人工妊娠中絶、強姦、同性愛、売春、家事労働、精神分析などあらゆる問題に取り組んだ。また、バッシュおよび英米研究所の彼女の同僚を通じて英米の女性学研究者との交流も深まった。一方で、教授に昇任したペローは学部運営にも関わり、ポーリーヌ・シュミット＝パンテル（現パリ第1大学名誉教授で『女の歴史』にも執筆）、ファビエンヌ・ボックと共に新講座「女性には歴史があるか」を開設。社会学者アンドレ・ミシェル、歴史学者のピエール・ヴィダル＝ナケ、ジャック・ル・ゴフ、エマニュエル・ル・ロワ・ラデュリ、ジャン＝ルイ・フランドラン、モナ・オジーフ、マルク・フェローらの協力を得て、「女性と家族」、「女性と職業」、「女性史」などのテーマで講義を行った。
ペローはさらに女性史の様々なテーマに関するセミナーを開催し（1975年「女性と人文科学」、1978年「女性と労働者階級」）、1979年には女性史・女性人類学研究誌『ペネロープ』を創刊。学外はもちろん国外でも知られるようになった。ペローにとって労働司祭との活動、共産主義活動、アルジェリア戦争反対運動などの一連の政治・社会活動と労働運動に関する研究は連動していたが、「誰のために、そして何のために研究をしているのかという違和感や徒労感を覚えることがあった。…女性学（フェミニズム）研究については事情が異なり、一種の解放であり、女性たちとの、そして自分のなかの女性との関係回復であり、政治活動（女性解放運動）、研究活動（女性史研究）および私的活動（生き方の問題）の折り合いをつけることだった」と語っている。
1982年は女性史研究の確立において重要な年であった。トゥールーズ大学でフェミニズム研究に関するシンポジウムが開催され、ペローが女性に関する研究の現状について報告し、報告書を後のフランス国立科学研究センター所長 (CNRS) のモーリス・ゴドリエに提出。同センター内に研究グループが結成された。また、女性権利担当大臣（1985年から女性権利大臣）のイヴェット・ルーディによりパリ第7大学を含む国立大学数校に女性学講座が開設された。こうして女性学は大学教育において確固たる地位を獲得したのである。パリ第7大学では男性教員も女性史研究に参加し、1983年に「女性史は可能か」というテーマで開催されたシンポジウムでは、ロジェ・シャルチエ、ジャック・ルヴェル、アラン・コルバンらとジェンダー研究をも視野に入れた討論が行われた。とはいえ、こうした問題に関心を寄せていたのは若手の歴史学者であり、大半の研究者は女性史など相手にせず、ペローのように「労働史から女性史に移行するのは突拍子もないこと、むしろ言語道断なことと思われていた」という。ペローはこの頃、ナタリー・ゼモン・デイヴィス、ジョーン・スコット、ルイーズ・ティリーらの米国の歴史学者に招かれ、カリフォルニア大学バークレー校やプリンストン大学で講演を行っているが、1993年10月にハーヴァード大学で行った講演でも、米国の女性史が遂げた発展に比べると、フランスの女性史は「制度のなかにあまり強力に組み込まれていない」、米国の「女性学やバークシャー女性歴史家会議に匹敵するものは存在しない」と語っている。

### 『女の歴史』
ミシェル・ペローがジョルジュ・デュビィと共に監修した『西欧女性史 ― 古代から現代まで』(邦訳『女の歴史』藤原書店) 全5巻は女性史研究に金字塔を打ち立てることになった。編集委員は主に社会科学高等研究院出身のポーリーヌ・シュミット＝パンテル、クリスティアーヌ・クラピシュ＝ズュベール、アルレット・ファルジュ、ジュヌヴィエール・フレス、フランソワーズ・テボーらである。全5巻計4,000ページに及ぶこの大著は1991年から1992年にかけて出版された。デュビィとペローは「序文」で、本著は女性の歴史であり、同時にまた「表象、知、権力、日常的実践などあらゆるレベルでの両性間の関係の歴史」であると定義した。『女の歴史』はたちまちベストセラーとなり、イタリア語、英語、日本語など数か国語に翻訳された。出版後にソルボンヌで行われたシンポジウムでは、「男性歴史家からも女性歴史家からも批評の対象となり」、以後、『女の歴史』に関するシンポジウムが多数開催され、学術誌の特集号が組まれ、多くの論文が執筆された。
ペローはこの後、『歴史の沈黙 ― 語られなかった女たちの記録』(1998)、『私の女性史 (Mon histoire des femmes)』(2006)、『寝室の歴史 (Histoire de chambres)』(2009) などを発表するほか、『女性史は可能か』などの論文集および「ジョルジュ・サンド セレクション（ジョルジュ・サンド生誕200周年記念）」など日本における女性学関連の出版物の編集も手がけている。

### 犯罪・刑務所制度に関する研究
労働史、女性史の研究以外に、犯罪や刑務所制度についても著書を発表している。『19世紀フランスにおける犯罪と刑務所制度 (Délinquance et système pénitentiaire en France au xixe siècle)』(1975)、『あり得ない監獄 ― 19世紀の刑務所制度に関する研究 (L'Impossible prison. Recherches sur le système pénitentiaire au XIXe siècle)』(1980)、『歴史の影 ― 19世紀の犯罪と懲罰 (Les Ombres de l’Histoire. Crime et châtiment au xixe siècle)』(2001) などであるが、これは、1971年から72年にかけて発生した刑務所での暴動事件を受けて開始した調査に基づくものであり、同時期に監獄情報グループ (GIP) を結成し、1975年に『監獄の誕生』を出版したミシェル・フーコーとも一時期、一緒に仕事をしている。さらに以後6年間 (1986-92) にわたり、司法大臣として死刑を廃止したことで知られるロベール・バダンテールと共に、社会科学高等研究院で「共和国の刑務所」と題するセミナーを開催した。
1987年と1997年に来日し、彼女の業績は日本に精力的に紹介されている。

## 著書
- Enquêtes sur la condition ouvrière en France au xixe siècle (19世紀フランスにおける労働条件に関する調査. Hachette, 1972
- Les ouvriers en grève, France 1871-1890 (ストライキ下の労働者 ― フランス 1871-1890). Paris, Mouton, 1974, (新版) Ecole pratique des hautes études, (高等研究実習院), 2001
- Délinquance et système pénitentiaire en France au xixe siècle (19世紀フランスにおける犯罪と刑務所制度), Annales Économies, Sociétés, Civilisations (『年報 ― 経済、社会、文明』掲載), 1975.
- L'Impossible prison. Recherches sur le système pénitentiaire au XIXe siècle (あり得ない監獄 ― 19世紀の刑務所制度に関する研究), 共著, Seuil, 1980
- Georges Duby et Michelle Perrot (dir.), Histoire des femmes en Occident (西欧女性史), Plon, 1990-1991 (5 volumes).
  - ジョルジュ・デュビィ, ミシェル・ペロー監修『女の歴史』全5巻及び別巻1『女のイマージュ ― 図像が語る女の歴史』、別巻2『「女の歴史」を批判する』杉村和子, 志賀亮一監訳, 藤原書店, 1994-2001
- Images de femmes, Plon, 1992
  - 上記別巻1『女のイマージュ ― 図像が語る女の歴史』(ジョルジュ・デュビィとの共著)

- Les femmes ou les silences de l'histoire, Flammarion, 1998.
  - 『歴史の沈黙 ― 語られなかった女たちの記録』持田明子訳、藤原書店, 2003
- Histoire de la vie privée. Tome IV. De la Révolution à la Grande Guerre, Seuil , 2000 (フィリップ・アリエス、ジョルジュ・デュビィ監修『私生活の歴史』第4巻『フランス革命から第一次世界大戦まで』の監修）

- Les Ombres de l’Histoire. Crime et châtiment au xixe siècle (歴史の影 ― 19世紀の犯罪と懲罰), Flammarion, 2001
- Mon histoire des femmes (私の女性史), Seuil, 2006
- Une histoire des femmes est-elle possible ?, Rivages, (新版 2006)
  - ミシェル・ペロー編『女性史は可能か』杉村和子・志賀亮一監訳、藤原書店; 1992, 新版 2001 および本書において「女性、権力、歴史」のほか、「(新版によせて) 時代の変革に参加する」、「(序文) 最近3年間の女性史 (1984-1987年)」、「(日本語版へのあとがき) フランスにおける『女性史』の20年」執筆
- Histoire de chambres, Seuil, 2009 - Prix Femina essai 2009 --- 2009年フェミナ賞随筆（評論）部門受賞作
  - 『寝室の歴史　夢／欲望と囚われ／死の空間』持田明子訳、藤原書店, 2021
- Mélancolie ouvrière (労働者の憂鬱), Grasset, 2012
- La Plus Belle Histoire des femmes (最も美しい女性史), Nicole Bacharan, Michelle Perrot, Françoise Héritier, Sylviane Agacinsky (共著), Seuil, 2011
- Des femmes rebelles, Olympe de Gouges, Flora Tristan, George Sand (反逆する女たち ― オランプ・ド・グージュ、フローラ・トリスタン、ジョルジュ・サンド), Elyzad, 2014
- Qu'est-ce que la gauche ? (左派とは何か), 共著, Fayard, 2017.
- La Sorbonne par elle-même: Mai-juin 1968 (女性が語るソルボンヌ大学 ― 1968年5月、6月), 共著, Editions de la Sorbonne, 2018
- George Sand à Nohant. Une maison d'artiste (ノアンのジョルジュ・サンド ― 芸術家の家), Seuil, 2018
- 『フランス現代史のなかの女たち』(Les femmes dans l'histoire de la France contemporaine) 福井憲彦、金子春美訳, 日本エディタースクール出版部 (アクト叢書), 1989

- 持田明子、大野一道と共同編集「ジョルジュ・サンド セレクション（ジョルジュ・サンド生誕200周年記念）」全9巻, 藤原書店, 2004-2008、同セレクションの別巻ジョルジュ・サンド ハンドブック『サンド ― 自由な女性』執筆、同セレクション・プレ企画の持田明子著『ジョルジュ・サンド 1804-76 (自由、愛、そして自然)』の序文「サンド ― 自由な女性」
- 持田明子と共同編集『(ジョルジュ・サンド) サンド ― 政治と論争』(ジョルジュ・サンドの論文・発言・批評的文芸作品), 藤原書店, 2000

序文
- Un quart en moins. Des femmes se battent et obtiennent l'égalité des salaires (4分の1不足 ― 同一賃金獲得のための女たちの闘い), Rachel Silvera, La découverte, 2014
- 68 : Les Archives du pouvoir. Chroniques inédites d'un Etat face à la crise (68 ― 権力のアーカイブ. 五月危機に直面した国家の未公開記録), Philippe Artières, Emmanuelle Giry, Archives nationales et L'Iconoclaste (国立古文書館との共同出版), 2018
- En finir avec la culture du viol (強姦文化との決別), Noémie Renard, Les Petits Matins, 2018